# Lancia eambardella
Lancia eambardella là một loài bướm đêm trong họ Crambidae.